# Carlos Quezada
Carlos Quezada Salas (n. el 16 de noviembre de 1940 en Puente Alto, Santiago) es un cantante y percusionista chileno, popularmente conocido por ser uno de los integrantes de la banda Quilapayún.

## Estudios y carrera de diseño
Carlos estudió diseño en la Facultad de Bellas Artes de la Universidad de Chile. Participó en la creación del edificio de la tradicional Fuente Alemana, y ha realizado numerosos trabajos de diseño y fotografía. Es el responsable de numerosas carátulas de los álbumes de su banda Quilapayún, y ha retratado diversas giras y conciertos de su banda, así como de otras tales como Isabel Parra e Illapu.

## Carrera musical
Quezada se integró a Quilapayún después de que Patricio Castillo dejara por primera vez la banda, y ha sido desde entonces uno de los integrantes más activos, participando en alrededor de dos mil presentaciones en vivo.
Luego del Golpe de Estado en Chile de 1973, Quilapayún se exilió en Francia. Carlos siguió participando en la banda hasta 1992, fecha en que decidió retirarse, junto con Ricardo Venegas, por diferencias con el entonces director musical de la banda Rodolfo Parada. Quezada decide permanecer en Francia alejado de la banda, donde estuvo dirigiendo y animando un Centro Cultural.
En 2003, Carlos vuelve a Quilapayún bajo la dirección de Eduardo Carrasco, para al año siguiente lanzar el álbum El reencuentro.
En 2005, su hijo Sebastián Quezada se une a Quilapayún, participando ambos, padre e hijo, en los álbumes Siempre (2007) y Solistas (2009).

## Reconocimientos
- 1995 - Premio Gabriela Mistral, entregado por el Ministerio de Educación de Chile.[2]